# Patricia Wolf
Patricia Erika Wolf Fernández (Montevideo, 2 de julio de 1974) es una modelo, actriz y personalidad de televisión uruguaya.

## Biografía

### Primeros años
Nació en 1974 como hija de Miguel Hugo Wolf –alemán que emigró a Uruguay a los 4 años de edad en la década de 1940, escapando de la Segunda Guerra Mundial– y su esposa, María Teresa Fernández. Tiene una hermana y dos medio hermanos por matrimonios anteriores de sus padres. Su  infancia transcurrió entre los barrios montevideanos de Buceo, Malvín y Ciudad Vieja.

### Vida personal
Contrajo matrimonio con Daniel Puig, con quien tuvo a su hijo Daniel Wolf. Luego de divorciarse formó pareja con Danilo Astori, hijo del político del mismo nombre.
En mayo de 2017 manifestó su bisexualidad, y confirmó estar en relación con Agustina Zuásnabar, una empresaria dedicada al marketing digital. Contrajeron matrimonio el 20 de marzo de 2018, y su luna de miel fue en Tulum, México. En marzo de 2021 confirmó su separación, aludiendo a que la relación "se desgastó".
En enero de 2022 comenzó una relación con el empresario Ignacio Conti, la cual confirmó en junio.
Wolf se ha mostrado a favor del cuidado medioambiental.

## Carrera
En 1996, Wolf participó por primera vez en televisión en la tira Montaña Rusa, otra vuelta. Un año màs tarde, apareció en el videoclip del sencillo de Andrés Calamaro, «Flaca». En 2007 formó parte del elenco de la comedia de situación de Canal 10, Piso 8. En el primer semestre de 2006, participó en el rodaje de la película 14 días en el paraíso, una comedia romántica de coproducción uruguayo-canadiense ambientada en el verano de Punta del Este, y estrenada en 2007.
En 2009 incursionó en el teatro, y participó en el telefilme alemán, Am Kap der Liebe - Unter der Sonne Uruguays, que retrata el viaje de una armador de Hamburgo para vender un barco a un empresario uruguayo. En 2011 acompañó a Luis Ventura en el programa Venturísimo de Canal 4. Entre 2012 y 2013 copresentó el magacín diario de Teledoce, Verano perfecto.En 2015 fue actriz en el programa de improvisación Me resbala.
En marzo de 2018 fichó como panelista del programa de espectáculos de Canal 4, Algo contigo. Ese año volvió al teatro, para participar de las obras de teatro Falladas, Bollywood –ambas dirigidas por José María Muscari– y Casados sin hijos. A inicios de septiembre de 2019, abandonó Algo contigo. El 7 de octubre fue comentarista del Plan Nacional Ambiental para el Desarrollo Sostenible de la Presidencia de la República. El 4 de noviembre debutó como conductora, en el programa Cocineros Uruguayos de la Televisión Nacional Uruguay. El 28 de febrero de 2020 renunció al programa, siendo reemplazada por Analaura Barreto.
En septiembre del año 2020 participó del programa televisivo MasterChef Celebrity Uruguay en Canal 10, donde fue la decimotercera eliminada. En febrero de 2022 fue anunciada como una de las juezas e investigadoras del programa de concurso ¿Quién es la máscara?, adaptación uruguaya del formato surcoreano King of Mask Singer. Ha sido modelo de publicidades de marcas como Pepsi, Beldent y pinturas Renner, entre otras.

## Filmografía

### Televisión
| Año       | Título                       | Personaje                       | Notas    |
| --------- | ---------------------------- | ------------------------------- | -------- |
| 2007      | Piso 8                       | Victoria                        | Canal 10 |
| 2009-2010 | Malas Compañías              | Invitada                        | Canal 10 |
| 2011      | Venturísimo                  | Coconductora                    | Canal 4  |
| 2012-2013 | Verano perfecto              | Coconductora                    | Teledoce |
| 2015      | Me resbala                   | Participante                    | Teledoce |
| 2018-2019 | Algo contigo                 | Panelista                       | Canal 4  |
| 2019-2020 | Cocineros Uruguayos          | Conductora                      | TNU      |
| 2020      | MasterChef Celebrity Uruguay | Participante (13era. Eliminada) | Canal 10 |
| 2022-2024 | ¿Quién es la máscara?        | Jueza e investigadora           | Teledoce |

### Cine
| Año  | Título                                      | Personaje         | Notas     |
| ---- | ------------------------------------------- | ----------------- | --------- |
| 2007 | 14 días en el paraíso                       | Verónica          |           |
| 2008 | Paisito                                     | Malena            |           |
| 2009 | Am Kap der Liebe - Unter der Sonne Uruguays | Isabella Gonzales | Telefilme |

### Teatro
| Año       | Obra              | Director           | Notas                           |
| --------- | ----------------- | ------------------ | ------------------------------- |
| 2009      | Gorda             | Mario Morgan       | Sala Teatro Movie (Montevideo)  |
| 2012      | Ella y el         |                    | La Trastienda Club (Montevideo) |
| 2018      | Falladas          | José María Muscari | Sala Teatro Movie (Montevideo)  |
| 2019      | Bollywood         | José María Muscari | Teatro Astral (Montevideo)      |
| 2018-2019 | Casados sin hijos | Yoni Kurlender     | Sala Teatro Movie (Montevideo)  |

### Videos musicales
| Año  | Título  | Artista         |
| ---- | ------- | --------------- |
| 1997 | «Flaca» | Andrés Calamaro |

## Premios y nominaciones
| Año  | Premios      | Categoría            | Trabajo nominado | Resultado | Ref.     |
| ---- | ------------ | -------------------- | ---------------- | --------- | -------- |
| 2018 | Premios Iris | Comunicador en redes | Ella misma       | Nominada  | [44][45] |